# Protaetia miksiciana
Protaetia miksiciana är en skalbaggsart som beskrevs av Ruter 1978. Protaetia miksiciana ingår i släktet Protaetia och familjen Cetoniidae. Inga underarter finns listade i Catalogue of Life.